# مایک کوتسار
مایک کوتسار (استونیایی: Maik Kotsar؛ زادهٔ ۲۲ دسامبر ۱۹۹۶) بازیکن بسکتبال اهل استونی است.